# Estación central de ferrocarril de Kiev
La Estación central de ferrocarril de Kiev es un complejo ferroviario formado por la Estación Central, la principal estación de tren de Kiev, Ucrania, y la adjunta Estación Sur, conectadas ambas por un viaducto peatonal. La Estación Central ofrece servicios internacionales de larga distancia y servicios de corta distancia (elektrichka) para la periferia (incluidas las dachas), estaciones de menor importancia de la ciudad y las regiones cercanas.

## Historia

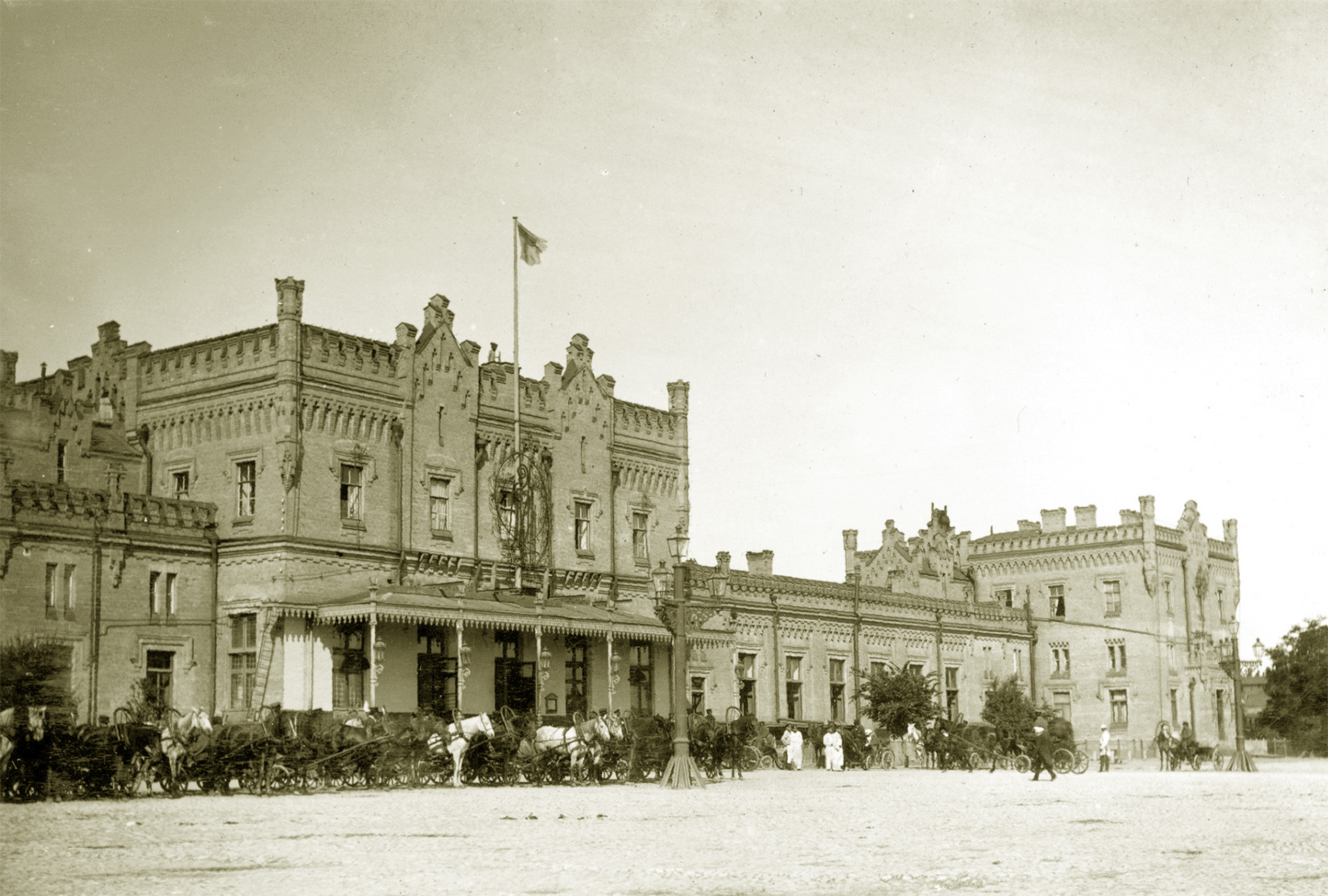
La estación en 1900.

La antigua estación de ferrocarril de Kiev fue construida entre 1868 y 1870, como parte de la construcción de los ferrocarriles Kiev-Balta y Kiev-Kursk, que también se completaron en 1870. La estación se encuentra en el valle del río Rus, en el lugar donde se emplazaban los asentamientos de los soldados y gendarmes. El edificio de la estación de ladrillo de dos pisos de estilo gótico antiguo inglés fue diseñado por el arquitecto М. V. Vyshnevetskyi.
El actual edificio de la Estación Central se construyó en 1927-1932 y fue diseñado por O. Verbytskyi. Fue construido en el estilo del barroco ucraniano con algunos elementos constructivistas. El edificio de la Estación Central se designa como hito de la arquitectura local, con numeración 193.
En 2001 el edificio fue restaurado, vagamente, a su imagen original. En el mismo año, el nuevo y moderno edificio de la Estación Sur fue erigido en el lado opuesto de las dieciséis pistas de la Estación Central. En la realidad, no es una estación separada sino simplemente otra gran puerta de entrada a la Estación Central, con nuevas taquillas y unidos por un pasillo por encima de la pista de accesos. El proyecto de renovación también incluyó dos grandes estructuras de estacionamiento subterráneo.
En 2022 una explosión, cuyo origen fue atribuido a los invasores rusos por las autoridades ucranianas, dañó el sistema de calefacción.